# Dorfkirche Lübbersdorf

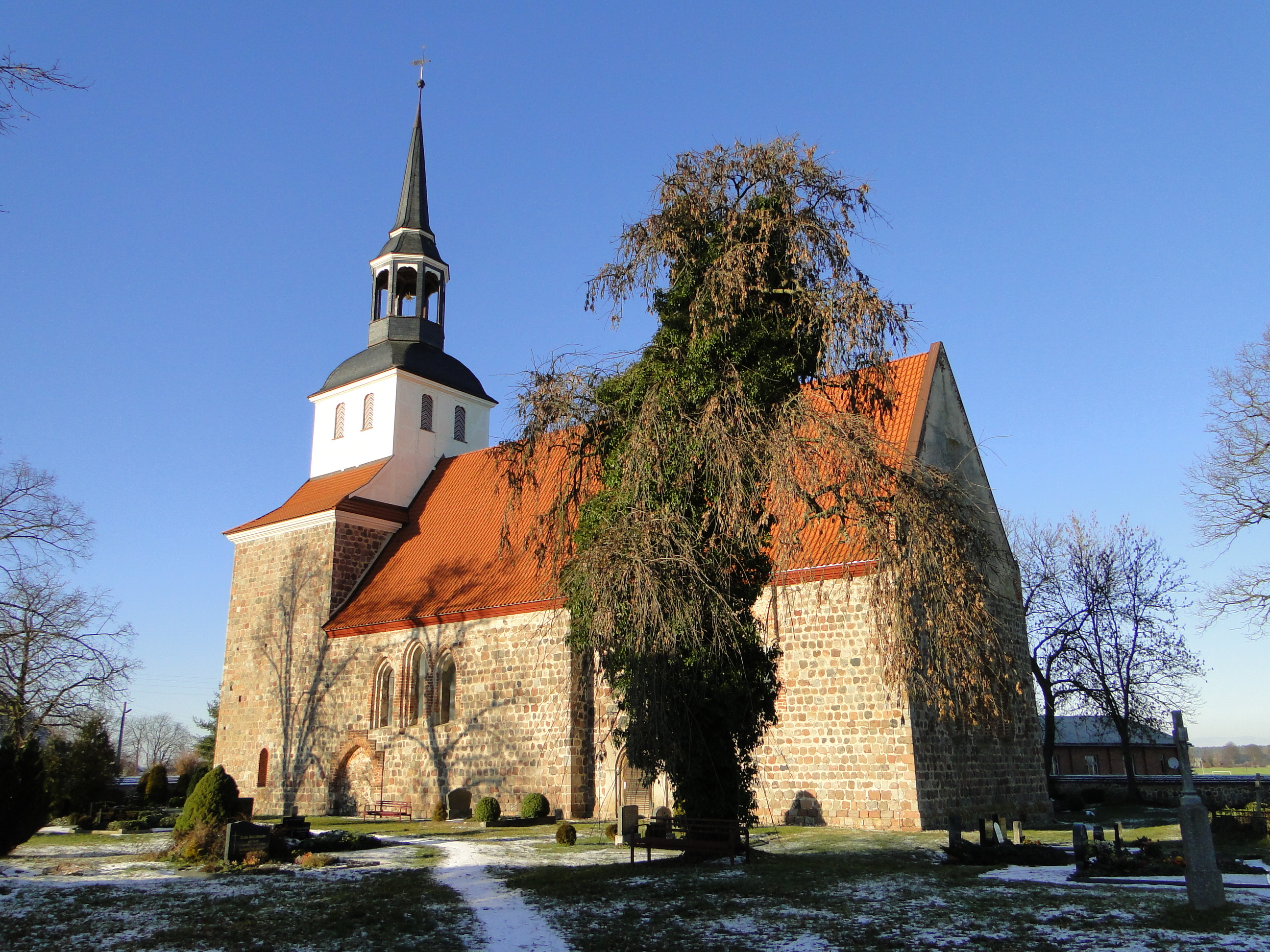
Dorfkirche Lübbersdorf

Die evangelische Dorfkirche Lübbersdorf ist eine frühgotische Feldsteinkirche im Ortsteil Lübbersdorf von Galenbeck im Landkreis Mecklenburgische Seenplatte in Mecklenburg-Vorpommern. Sie gehört zur Evangelischen Kirchengemeinde Friedland in der Propstei Neustrelitz in der Kirchenregion Stargard der Evangelisch-Lutherischen Kirche in Norddeutschland (Nordkirche).

## Geschichte und Architektur

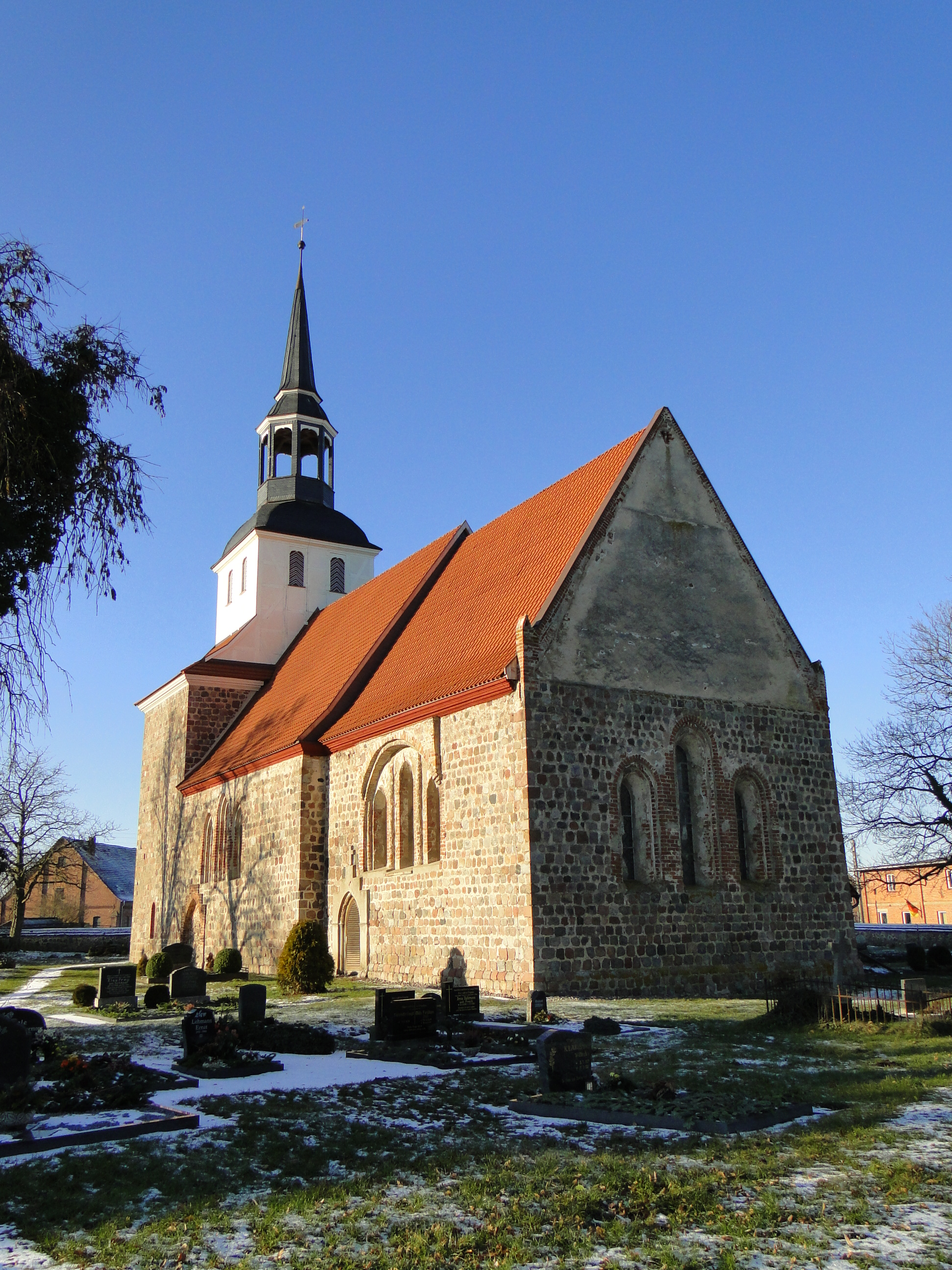
Ansicht von Südost

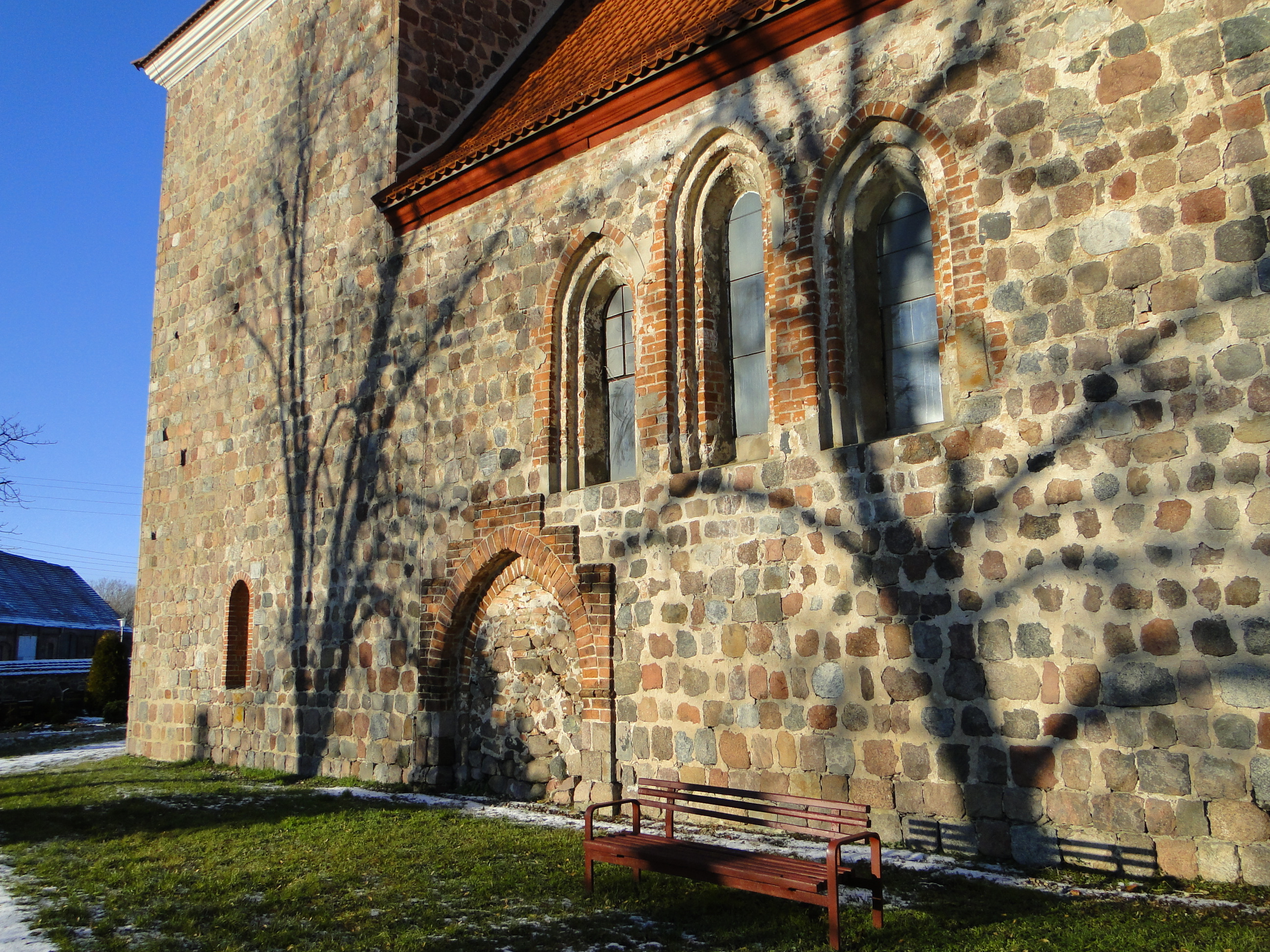
Südseite mit ehemaligem Portal

Die Dorfkirche Lübbersdorf ist eine stattliche Feldsteinkirche, die dendrochronologisch auf 1264 datiert wurde. Die Kirche ist für eine Dorfkirche in ihrer Region ungewöhnlich groß. Sie ist mit Domikalgewölben nach westfälischer Art eingewölbt, was in dieser Region ebenfalls nicht häufig vorkommt. Sie besteht aus einem eingezogenen Rechteckchor mit nördlich gelegener Sakristei und einem im Grundriss quadratischen, etwas jüngeren Schiff mit einem querrechteckigen Westturm gleicher Breite. Der Turm erhielt im Jahr 1776 einen Fachwerkaufsatz mit Laterne und schlankem Helm; in der gleichen Zeit entstand wohl der verputzte Ostgiebel. Die Fenster sind in gestaffelten Dreiergruppen angeordnet, an der Südseite des Chores unter einem übergreifenden Rundbogen; die Außenansicht ist durch nachträglichen Verputz etwas beeinträchtigt. Die Leibungen der Fenstergruppen und Portale wie auch die des Rundfensters in der Westwand bestehen aus Backstein. Das seitlich versetzte Westportal entspricht vermutlich nicht dem ursprünglichen Zustand.
Das Schiff und der Chor sind jeweils mit einem eigenen Triumphbogen versehen. Beide Bauteile werden jeweils durch ein achtteiliges Gewölbe abgeschlossen. Das Schiff zeigt ein Domikalgewölbe mit Scheitelring, im Chor ist ein Kuppelgewölbe mit Rippen und achtteiliger Rosette zu finden. Die Sakristei ist durch zwei achtteilige Gratgewölbe geschlossen.
Die Turmspitze musste wegen akuter Einsturzgefahr im Jahr 2006 abgenommen werden. Nach Sanierungsarbeiten wurde sie 2008 wieder aufgesetzt. Im Jahr 2009 wurde das Dach von Chor und Schiff erneuert.

## Ausstattung
Der künstlerisch wertvolle Schnitzaltar vom Ende des 15. Jahrhunderts zeigt im Schrein die Einhornjagd, flankiert von Heiligen. Die Flügel sind mit vier Reliefs aus dem Marienleben ausgestattet.
Die Triumphkreuzgruppe stammt ebenfalls vom Ende des 15. Jahrhunderts.
Ein Gemälde aus dem Jahr 1729 in einem säulenflankierten Holzaufbau zeigt drei Passionsszenen und bildete wohl einst den Altaraufsatz.
Ein kleines hölzernes Kruzifix stammt aus dem 15. Jahrhundert. Ein Kruzifix in Eisenguss erhielt die Kirche im Jahr 1854.
Der Patronatsstuhl der Familie von Oertzen aus dem Jahr 1827 wurde im Jahr 1866 neu gefasst.
Die Orgel ist ein Werk von Barnim Grüneberg aus dem Jahr 1866 mit sieben Registern auf einem Manual und Pedal.
Ein silbervergoldeter Kelch aus dem 19. Jahrhundert und eine silbervergoldete Patene aus dem 18. Jahrhundert sowie zwei weitere Kelche aus Zinn aus dem 18. und 19. Jahrhundert bilden die liturgischen Gefäße. Ein Leuchterpaar aus Zinn wurde 1622 gefertigt. Eine Glocke wurde 1673 von Georg Köckritz aus Stettin gegossen.